# عزلة خدير البريهى (تعز)
عزلة خدير البريهى هي إحدى عزل مديرية ماوية محافظة تعز اليمن ويبلغ تعداد سكانها 12323 نسمة حسب التعداد السكاني في اليمن لعام 2004
قرى عزلة خدير البريهي:
1. الـجبـيـل
2. الكشيحي
3. الطبن
4. المرحب
5. الدموم
6. قزاحة
7. بيت العطائي = وتشمل عدد من القرى منها:-

- قرية الرباط
- قرية الحمراء
- قرية المكيله
- قرية الصريفه
- قرية شعب الفرس
- قرية السباخ
- قرية العرار

1. شعب السميع
2. الشاربيه
3. اللصيب
4. الميدان
5. مخشاب
6. شعب حمود
7. المخيديش
8. الدويره
9. الفرشة